# Narcao
Narcao (en sardo: Narcau) es un municipio de Italia de 3.365 habitantes en la provincia de Cerdeña del Sur, región de Cerdeña.

## Lugares de interés
- Iglesia de San Nicola di Bari.
- "Terraseo", templo púnico.
- Monte Atzei, nuraga.

## Evolución demográfica
| Gráfica de evolución demográfica de Narcao entre 1861 y 2001 |
|                                                              |
| Fuente ISTAT - Elaboración gráfica de Wikipedia              |

## Ciudades hermanadas
- Bovegno, Italia
- Les Rues-des-Vignes, Francia